# Gardenia subacaulis
Gardenia subacaulis là một loài thực vật có hoa trong họ Thiến thảo. Loài này được Stapf & Hutch. mô tả khoa học đầu tiên năm 1909.